# アピタ松阪三雲店

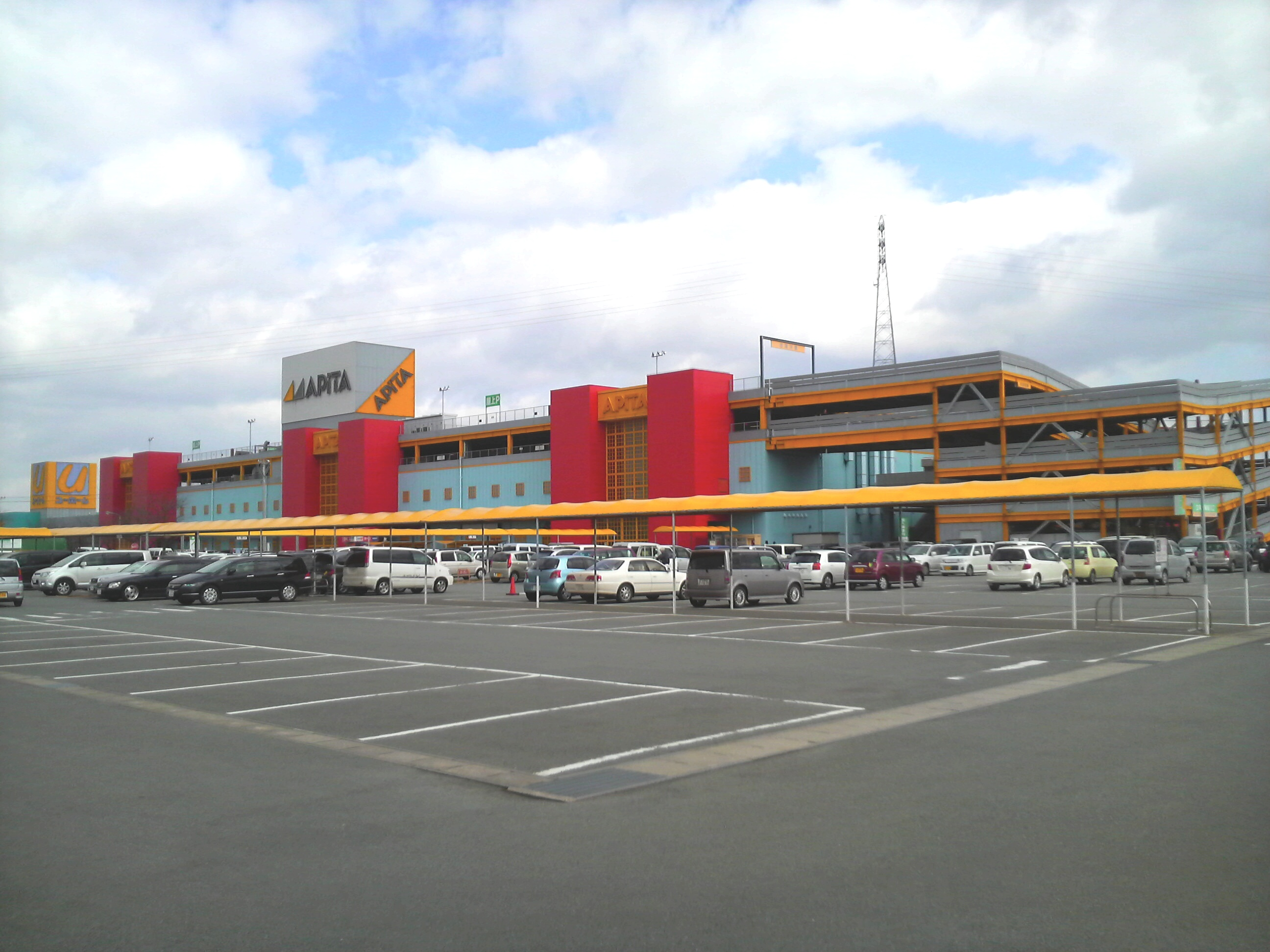
トリコロール塗色時代のアピタ松阪三雲店
（2009年）

アピタ松阪三雲店（アピタまつさかみくもてん）は三重県松阪市に所在するユニー株式会社運営のショッピングセンターである。

## 概要
松阪市郊外（旧一志郡三雲町）にある大型ショッピングセンターである。建物は1棟であるが、店舗案内図では南側3階建て部分をAPiTA館、北側2階建て部分を専門店館としている。

### 開業の経緯
1995年（平成7年）にダイエーが三雲町への大規模店舗の出店を計画、1997年（平成9年）には1999年（平成11年）2月1日開店の予定で、三重県に大規模小売店舗法第三条に基づく申請を行い、建設準備が進められ、1997年（平成9年）10月には大規模小売店舗審査会が結審したが、同年12月中旬に出店予定地の地権者代表より「出店計画が遅れている」ことを理由に撤退要求書が出され、1999年（平成11年）1月31日に出店を断念した。
その後、ユニーが大規模小売店舗法に基づく出店の権利をダイエーから引き継ぎ、1999年（平成11年）10月に「アピタ松阪北店（仮称）」を2000年 （平成12年）10月20日の開業を目指して出店することを決定、店舗の所在地である三雲町に配慮し店舗名を「松阪北店」から「松阪三雲店」に変更し、同年11月22日に「ユーホーム松阪三雲店」、翌日の11月23日に「アピタ松阪三雲店」を開店した。
約1km南にあるイオン系列の「松阪ショッピングセンターマーム」がアピタ開店直前の同年10月6日に増築を行っているが、商圏が同じとなるアピタの開店に対抗するためであるといわれている。
アピタの開業前後の小売り統計によると、三雲町の1997年（平成9年＝開業前）の小売り販売額は19,018百万円であったが、アピタ開業によって2002年（平成14年）には25,177百万円に増加し、1.3倍となった。

## テナント

### アピタ松阪三雲店
同施設の核店舗。APiTA館の大半を占めており、1階が食料品・家電製品・リビング用品などの生活用品、2階がファッション関係の売り場になっている。

### 主な専門店

#### 1階
- コムサイズム
- ABC-MART
- グリーンパークストピック
- シュー・ラ・ルー
- くまざわ書店
- スポーツDEPO
- ニトリ[16]
- ペッツビレッジ
- メガネのマスダ
- サーティワン
- 築地銀だこ
- 海転丸忠
- マクドナルド
- クリーニングきりい
- サンリペア
- ジュエルカフェ
- ぱそれす
- ベルナール
- むらさきや
- illusie300
- わくわく広場

#### 2階
- ハニーズ
- さが美
- ジュアン
- アビリティ
- キラット
- ミルフローラ
- スコットクラブ
- スワンキーマーケット
- ダイソー
- 喫茶ホリ
- 風まつり
- スガキヤ
- サンリフォーム
- セイハ英語学院
- パソコン教室 やればできる♪
- 保険相談バンク・住宅ローンバンク
- カーブス
- ファンタジープラザ
- アピタ松阪三雲歯科医院
- AVENUE
- HAIR COLOR Fit!

#### 駐車場
- アポロステーション（ガソリンスタンド）
- 宝くじ アピタ松阪三雲チャンスセンター

#### その他
- 百五銀行・三十三銀行・桑名三重信用金庫・UCSカードのATM

## フロア構成
| 階   | APiTA館        | 専門店館   |
| 屋上 | 屋上駐車場     |            |
| 3階  | 屋内駐車場     |            |
| 2階  | アピタ・専門店 | 屋上駐車場 |
| 1階  | アピタ・専門店 | 専門店     |

### APiTA館
1階と2階が店舗（アピタ松阪三雲店と専門店）、3階と屋上が駐車場となっている。

### 専門店館
1階が専門店、2階が駐車場となっている。同館（旧・ユーホーム館）は、アピタ松阪三雲店オープンの前日である2000年（平成12年）11月22日に「ユーホーム松阪三雲店」の開店と同時に開業した。当時、三重県唯一のユーホーム店舗であった。なお、2014年（平成26年）6月20日をもって閉店し、跡地を改装の上、同年11月21日にニトリ、スポーツデポが新たに入居している。

## 交通
- 近鉄山田線松ヶ崎駅より北へ徒歩15分程度。
- 伊勢自動車道松阪ICより津方面へ車で10分程度。
- 三重県の2大幹線道路である国道23号と国道42号の分岐する三渡大橋の南に位置する。
- 三雲松阪線「アピタ松阪三雲店」停留所下車